# Grenzinvestition
Von einer Grenzinvestition spricht man, wenn der durch die Investition zu erwartende Gewinn gerade noch gleich oder knapp über der Rendite einer sicheren Finanzinvestition liegt. In der Regel wird zur Berechnung der aktuelle Marktzins zugrunde gelegt. Eine Investition mit geringerer Rendite als der Marktzins kann also als unrentabel bezeichnet werden.
Investitionen unterhalb dieser Grenze werden dennoch häufig von Unternehmen durchgeführt. Gründe dafür können u. a. sein:
- Synergieeffekte (zum Beispiel Unabhängigkeit von Lieferanten)
- Vervollständigung des Sortiments
- Vermeidung von Personalabbau